# Baderturm

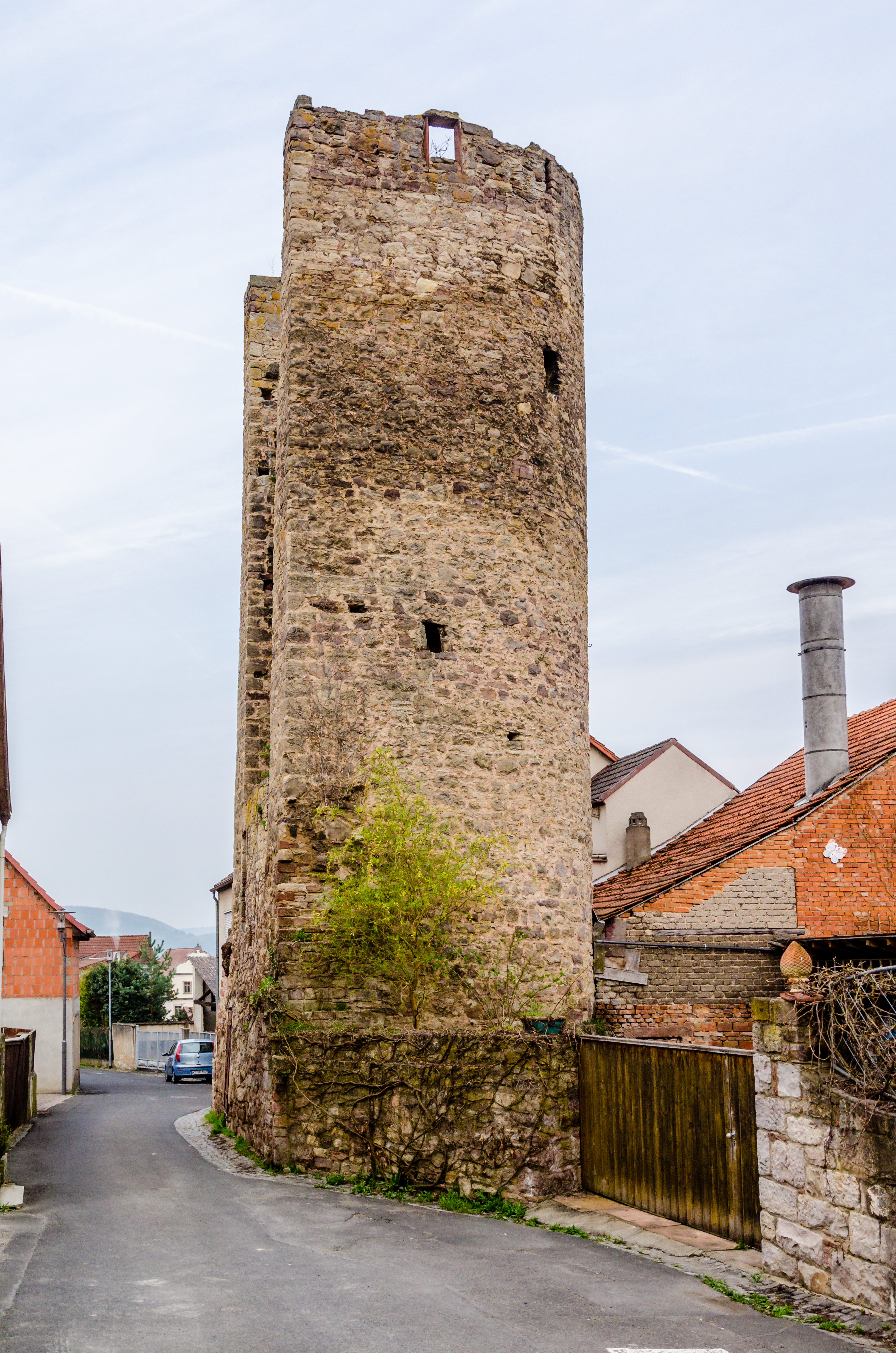
Badertum in Hammelburg

Der Baderturm in Hammelburg, einer Kleinstadt im unterfränkischen Landkreis Bad Kissingen in Bayern, wurde zwischen 1242 und 1260 errichtet. Der Wehrturm ist ein geschütztes Baudenkmal.
Der halbrunde, ehemals fünfgeschossige Turm aus Hau- bzw. Bruchsteinmauerwerk ist einer von drei erhaltenen Türmen der Hammelburger Stadtbefestigung. Seit 2016 befindet sich im Inneren des knapp 17 Meter hohen Turmes eine Treppenanlage mit Aussichtsplattform.